# Томирис
Томирис (гръцка транслация на скитското име Тамури/Томри) е царица на масагетите, известна с войната си с персийския шаханшах Кир Велики през 530 г. пр.н.е., когото тя побеждава и впоследствие екзекутира.

## Ранна биография
Не е известно когато точно е родена Томирис, но се смята, че е около 570 г.пр.н.е. Томирис застава на трона на масагетите след смъртта на нейния съпруг - неизвестен по име владетел. 

## Война с Персия
След успешните си военни кампании, в резултат на които създава една от най-обширните империи в човешката история, Основателят на Персийската империя на Ахеменидите Кир Велики търси разширение на държавата на север чрез присъединяване на земите на иранското племе масагети, намиращи се под властта на могъщата си царица Томирис. Кир иска ръката на Томирис с намерението да придобие власт над нейното царство чрез династичен брак, но тя разбирайки целите му, отхвърля предложението. По съвет на лидийския цар Крез, Кир отговоря на отказа на Томирис с военен поход в земите на масагетите. 
Първоначално персийската армия е посрещната от войските, водени от сина на Томирис Спаргапиз. Кир печели битката, пленява Спарагиз и след това го екзекутира. Неговото убийство предизвиква гнева на майката Томирис, която повежда масагетската армия срещу нашествениците. Царицата е отличен стратег и воин и лично предвожда армията си, която връхлита върху войските на Кир. Персите са напълно разгромени, а Кир Велики загива в битката, според някои сведения убит лично от Томирис. Херодот разказва, че царицата отрязала главата на убития владетел и я поставила я торба, казвайки, че сега Кир "може да пие собствената си кръв" - намек за кръвожадността на персийския цар.

## В изкуството
Образът на Томирис се утвърждава в средновековната европейска култура. Тя е изобразявана и по-късно от художници като Петер Паул Рубенс, Франческо Алегрини, Лука Ферари, Матия Прети, Гюстав Моро. В Казахстан и днес Томирис е смятана за национална героиня.